# Besenreiser

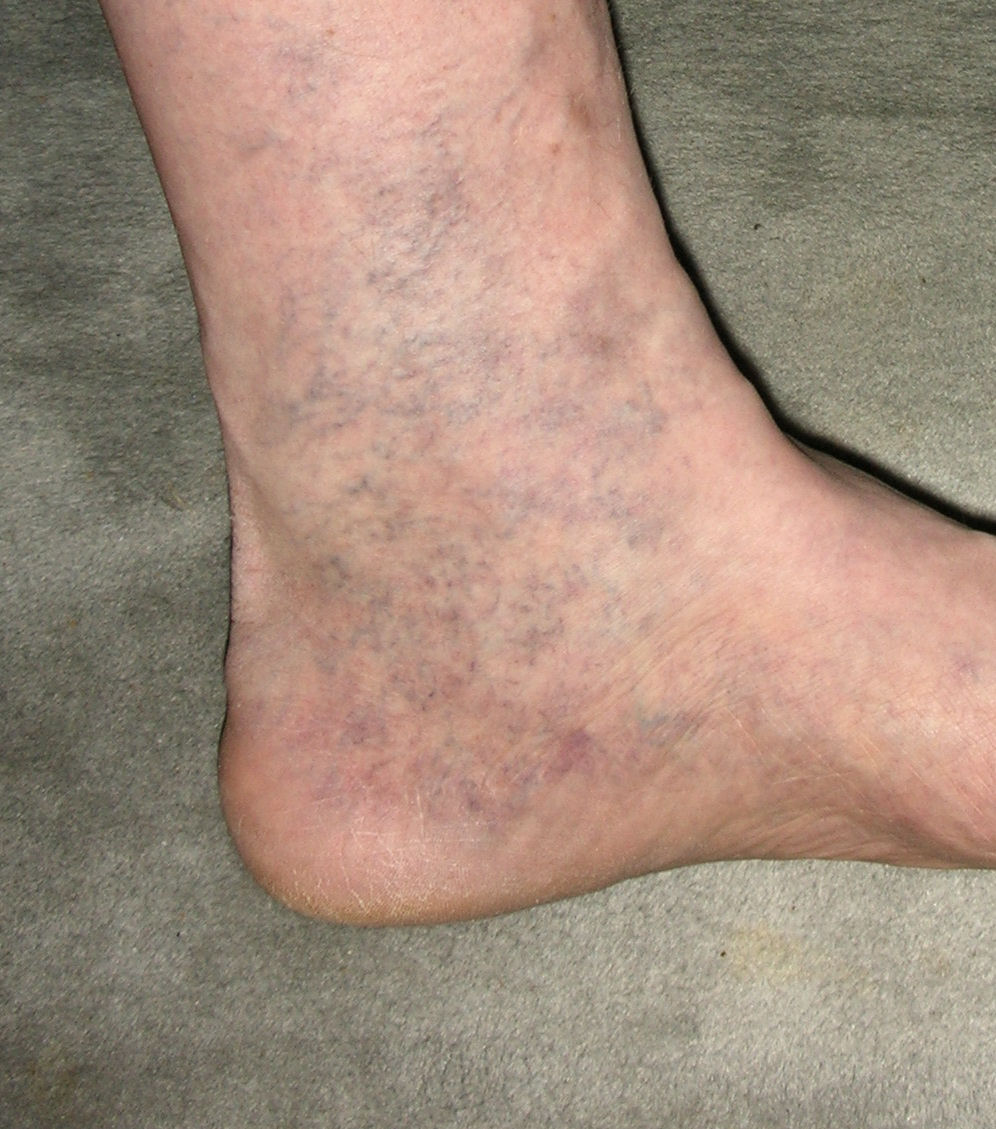
Besenreiser

Besenreiser (in der Fachsprache der Inneren Medizin als spezielle Unterform der Varikose definiert, daher auch Besenreiservarizen genannt) sind kleine, direkt in der Oberhaut (intradermal) liegende und gut sichtbare netz- oder fächerförmige Venen. Über 60 % der Bevölkerung sind davon betroffen. Gemeinsam mit den retikulären Varizen, die einen größeren Durchmesser bis 3 mm besitzen und etwas tiefer in der Haut liegen, werden sie von Ärzten als sogenannte C1-Varizen (nach der CEAP-Klassifikation) zusammengefasst.
Besenreiser treten hauptsächlich an den Beinen auf. Sie können Folge einer angeborenen Veranlagung sein oder infolge einer Stauung im Venensystem entstehen. In diesem Fall büßen die feinen Venen durch permanent erhöhten Druck im Laufe der Zeit ihre ursprüngliche Elastizität ein, weiten sich und werden als rot-bläuliche geschlängelte Gefäßstrukturen sichtbar. Zunehmendes Alter, Schwangerschaften, Hormonpräparate wie die Antibabypille, Bewegungsmangel, Stehberufe und Übergewicht können die Entstehung von Besenreisern begünstigen bzw. die Beschwerden verschlimmern.
Obwohl Besenreiser ohne Beteiligung des übrigen Beinvenensystems keine Krankheit im medizinischen Sinne sind, stellen sie für viele Menschen ein bedeutendes kosmetisches Problem dar. Besenreiser können aber auch ein erster Hinweis auf eine Erkrankung des tieferliegenden Venensystems sein.

## Behandlung
In einer Studie konnte gezeigt werden, dass Besenreiser wie größere Krampfadern nicht mehr richtig schließende (Mikro-)Venenklappen aufweisen. Hieraus kann geschlossen werden, dass auch Besenreiser pathologische Veränderungen des venösen Gefäßsystems darstellen. Deshalb sollte vor einer Behandlung idealerweise das gesamte oberflächliche und tiefe Venensystem untersucht werden, um größere Krampfadern, eine Leitveneninsuffizienz oder eine chronisch-venöse Insuffizienz (CVI) auszuschließen. Die Untersuchung erfolgt mittels einer nicht invasiven und schmerzlosen Ultraschalluntersuchung. Wird eine krankhafte Veränderung des Beinvenensystems zusätzlich zu den Besenreisern oder als deren Ursache festgestellt, ist diese entsprechend mit zu behandeln.
Besenreiser können mit der Sklerotherapie (Verödung) und ganz feine Besenreiser auch mit diversen transdermalen Lasern behandelt werden. Die Sklerotherapie wird laut den aktuellen medizinischen Leitlinien als Therapie der Wahl für Besenreiser empfohlen. Bei dieser Behandlungsmethode wird ein geeignetes Sklerosierungsmittel (in Deutschland ist der Wirkstoff Polidocanol bzw. Macrogollaurylether zugelassen) mit einer sehr feinen Nadel langsam direkt in die Besenreiser eingespritzt. Für Besenreiser und deren Nährvenen wird Polidocanol der Konzentrationen 0,25; 0,5 oder 1 % angewendet. Das Sklerosierungsmittel führt zu einer gezielten und gewünschten Schädigung der Venenwand. Diese führt zur Aktivierung körpereigener Signalwege, die mit der Zeit eine Umwandlung der geschädigten Vene in einen Bindegewebsstrang bewirken. Dieser Vorgang wird auch als Sklerose bezeichnet und die Therapie daher auch als Sklerosierung oder Sklerotherapie. Die Bindegewebsstränge werden dann längerfristig vom Körper abgebaut. Eine Entfärbung der Vene unmittelbar nach Injektionsbeginn zeigt an, dass das Sklerosierungsmittel das Blut verdrängt und die Injektion intravasal erfolgt ist. Der oben beschriebene Umbauprozess benötigt etwas Zeit, so dass der Behandlungserfolg unter Umständen erst nach ein paar Wochen sichtbar wird.
Retikuläre Varizen stellen oft Nährvenen von Besenreisern dar. Diese Nährvenen versorgen die Besenreiser mit Blut und sollten daher zur Beseitigung der Besenreiser mitbehandelt werden. Eine nicht behandelte Nährvene ist oft der Grund für ein erneutes Auftreten von Besenreisern in dem behandelten Gebiet. Nährvenen können aufgrund der geringen Eindringtiefe in der Regel nicht von transdermalen Lasern beseitigt werden.
Anstelle einer Polidocanol-Lösung kann auch aufgeschäumtes Polidocanol (Mikroschaum) verwendet werden. Der Schaum wird ebenfalls mit feinsten Nadeln in die Besenreiser injiziert und gilt als eine zusätzliche Behandlungsoption bei C1-Varizen. Aufgeschäumtes Polidocanol hat gegenüber dem flüssigen Sklerosierungsmittel den Vorteil, dass in den zu behandelnden Venen das Blut besser verdrängt wird und ein längerer Kontakt des Polidocanols mit der Veneninnenwand den Sklerosierungseffekt verstärkt. Damit kann allerdings auch die Gefahr von unerwünschten Wirkungen steigen. Bevorzugt wird die Schaumsklerosierung daher zur Behandlung größerer Krampfadern (retikuläre Varizen, Seitenast- und Stammvarizen) verwendet.
Die Sklerosierungsflüssigkeit wird vom Körper binnen 48 Stunden abgebaut und ausgeschieden. Die Behandlung dauert in der Regel 15–20 Minuten. Das Ergebnis kann durch wiederholte Sitzungen optimiert werden und eine über 90%ige Besserung erzielt werden.
Bei sachgerechter Durchführung ist die Behandlung mit Polidocanol eine effiziente und nebenwirkungsarme Therapieform. Nebenwirkungen wie vorübergehende bräunliche Verfärbungen der Haut (Hyperpigmentierung) oder Neubildungen von kleinen Gefäßen im Verlauf der behandelten Varize (Matting genannt) können auftreten. Eine Kompression im Anschluss an die Injektion und das konsequente Tragen über ein bis drei Wochen kann das Ergebnis optimieren.
Ganz oberflächlich liegende vereinzelte Besenreiser (bis 0,1 mm Durchmesser) kann man auch mit speziellen Lasern behandeln. Die Krankenkasse kommt in der Regel nicht für die Behandlung auf, da es sich um ein rein kosmetisches Problem handelt.

## Wortherkunft
Der Wortbestandteil Reiser kommt aus der Botanik, wo Reis so viel wie Zweig bedeutet (s. a. Reisig); durch die äußerliche Ähnlichkeit der Äderchen zu den dünnen Reisig-Ästchen, die bis ins vergangene Jahrhundert hinein zu (Kehr-)Besen verarbeitet worden waren, kamen die Besenreiser also zu ihrem Namen.